# Lago Schwarzsee (Oberems)
O Lago Schwarzsee (Oberems) é um lago de alta montanha localizado no município de Oberems, cantão de Valais, na Suíça. 
Está localizado a uma altitude de 2611 m, próximo ao supé dos Alpes Apeninos, Montanha de Bella Tola, que se eleva aos 3025 m e da Montanha Brunnethorn que se eleva a 2952 m e da Montanha Turtmanntal.